# Gynoplistia hera
Gynoplistia hera là một loài ruồi trong họ Limoniidae. Chúng phân bố ở miền Australasia.